# Makaja

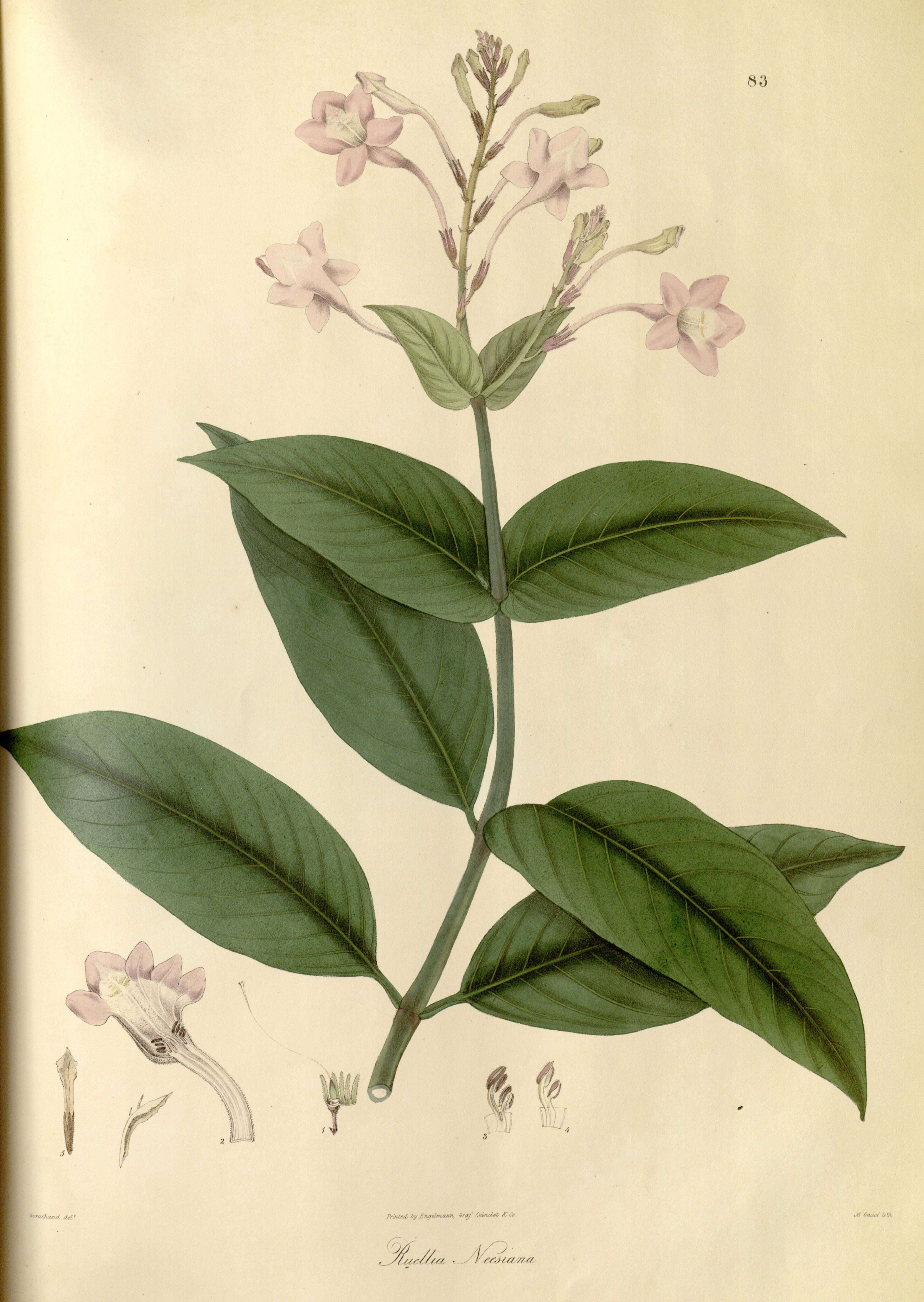
Mackaya neesiana na botanické ilustraci

Makaja (Mackaya) je rod rostli z čeledi paznehtníkovité. Jsou to vytrvalé byliny až keře s jednoduchými vstřícnými listy a pohlednými květy. Plodem je tobolka. Rod zahrnuje 3 až 6 druhů, z nichž většina se vyskytuje v Asii a jeden v Jihoafrické republice. Jihoafrická Mackaya bella je v subtropech pěstována jako okrasný keř.

## Popis
Zástupci rodu makaja jsou vytrvalé byliny až keře s jednoduchými, řapíkatými, vstřícnými listy. Květy jsou oboupohlavné, uspořádané v úžlabních či vrcholových hroznech.
Kalich je mnohem kratší než korunní trubka, až téměř k bázi členěný na čárkovitě kopinaté laloky.
Koruna je dvoustranně souměrná. Korunní trubka je ve spodní části válcovitá a v horní zvonkovitá. Je zakončena dvoupyským lemem s horním pyskem dvoulaločným a spodním trojlaločným.
Tyčinky jsou 2, přirostlé na bázi zvonkovité části korunní trubky. Mimo to jsou v květu přítomna 2 sterilní staminodia. Semeník obsahuje 2 komůrky, v nichž je po 2 vajíčkách, a nese čnělku zakončenou dvoulaločnou bliznou. Plodem je stopkatá tobolka obsahující 2 nebo 4 semena.

## Rozšíření
Rod makaja zahrnuje (v závislosti na taxonomickém pojetí) 3 až 6 druhů, rozšířených v Asii a Africe. Centrum rozšíření je v oblasti Himálaje. Celkový areál v Asii sahá od západního Himálaje po východní Čínu, Indočínu a Malajský poloostrov. Největší areál má Mackaya neesiana. Jediný africký druh je Mackaya bella, vyskytující se v Jihoafrické republice.

## Taxonomie
Rod Mackaya je v rámci čeledi Acanthaceae řazen do podčeledi Acanthoideae a tribu Justicieae. Pojetí rodu se v průběhu doby měnilo a některé druhy byly řazeny do jiných příbuzných rodů, zejm. do rodu Asystasya.

## Význam
Jihoafrická Mackaya bella je v subtropech pěstována pro půvabné květy jako okrasný keř. Dorůstá výšky asi 1,5 metru a kvete od jara do podzimu. Vyžaduje výslunné až polostinné stanoviště a výživnou, dobře propustnou zem. V zimě by se měla omezit zálivka. Množí se zelenými řízky na jaře nebo polovyzrálými v létě. V podmínkách střední Evropy není mrazuvzdorná (zóna odolnosti 9b-11).